# Craig Simpson
Craig Simpson (ur. 15 lutego 1967 w London w prowincji Ontario w Kanadzie) – kanadyjski były zawodowy hokeista na lodzie.

## Kariera sportowa
W latach 1985–1995 występował w lidze NHL na pozycji lewoskrzydłowego. Wybrany z numerem (2) w pierwszej rundzie draftu NHL w 1985 roku przez Pittsburgh Penguins. Grał w drużynach: Pittsburgh Penguins, Edmonton Oilers oraz Buffalo Sabres. Dwukrotnie z Edmonton Oliers zdobył Puchar Stanleya.
W sezonach zasadniczych NHL rozegrał łącznie 634 spotkania, w których strzelił 247 bramek oraz zaliczył 250 asyst. W klasyfikacji kanadyjskiej zdobył więc razem 497 punktów. 659 minut spędził na ławce kar. W play-offach NHL brał udział 5-krotnie. Rozegrał w nich łącznie 67 spotkań, w których strzelił 36 bramek oraz zaliczył 32 asysty, co w klasyfikacji kanadyjskiej daje razem 68 punktów. 56 minut spędził na ławce kar.

## Życie prywatne
Z byłą żoną Christine ma trójkę dzieci. W marcu 2010 małżeństwo zdecydowało się na separację, a w maju 2012 uzyskało rozwód.
W czerwcu 2012 r. wziął ślub z młodszą o dziesięć lat Jamie Salé. Para poznała się w programie Battle of the Blades, który wspólnie wygrała. 7 lipca 2013 r. małżeństwo doczekało się córki Samanthy Rae.